# Claudine
Claudine (クローディーヌ Kurōdīnu?) es una serie manga escrita y dibujada por Riyoko Ikeda. Fue serializada en la revista Margaret y publicada en un solo tankōbon el veinte de mayo de 1978. Fue uno de los primeros mangas en presentar a un protagonista transgénero.

## Historia
La historia es narrada por un psiquiatra sin nombre quién detalla las vivencias y amores de Claude, el hijo de una familia aristocrática francesa a principios del siglo XX. Nace de género femenino, sin embargo desde temprana edad defiende ser un hombre (véase identidad de género), a lo que su madre le lleva al ya citado psiquiatra, quién asegura que está sano.
De adolescente, Claude se enamora de Maura, una sirvienta de su familia. A pesar de que el amor es recíproco, Maura vuelve a su hogar natal tras la muerte de su padre.
Ya en el instituto, Claude no ve correspondidos sus sentimientos por Cecilia, la librera de la institución, quién en secreto vive una aventura con Auguste, el padre de Claude. Luis, el hermano de Cecilia, despechado debido a que Auguste le abandonó por ella, asesina a ambos como venganza.
La tercera mujer en la vida de Claude es una bailarina llamada Sirene a la que conoce durante sus estudios universitarios. Mantienen una relación durante varios años, sin embargo Sirene le termina abandonando por uno de sus hermanos. Creyendo que su cuerpo femenino es el responsable de ser "un hombre imperfecto", Claude cae en una espiral de depresión que le lleva al suicidio. En los segmentos finales de la narración, el psiquiatra asegura a la audiencia que Claude es un hombre trans.

## Personajes
Claude
El hijo más joven de una familia aristocrática francesa caracterizado por su buen porte, nobleza e inteligencia. Al nacer es asignado género femenino y dotado del deadname que da nombre a la obra, aunque desde bien pequeño se identifica y vive como hombre y prefiere que se refieran a él como "Claude". Dependiendo del personaje ve su identidad de género aceptada o no, lo que le lleva a sufrir una complicada vida romántica llena de sufrimiento que le aboca al suicidio.
El Psiquiatra
El narrador sin nombre de la historia. Conoce a Claude cuando la madre de este le lleva al psiquiatra con signos de lo que hoy se consideraría disforia de género. Al final de la historia concluye que Claude es un hombre trans
Auguste De Montesse
El padre de Claude y propietario de amplias tierras así como una cuantiosa fortuna. Apoya a su hijo desde pequeño y le cría como un hombre. Fallece trágicamente en un incendio.
Madame De Montesse
La madre de Claude, más recelosa que su marido (con quién se casó bajo acuerdo) a la hora de aceptar la identidad de género de su hijo. Se pone en contacto con el psiquiatra al principio de la obra.
Andrew, Edward y Thomas
Los hermanos mayores de Claude. Los tres profesan un profundo amor por él.
Rosemarie
La mezquina amiga de la infancia de Claude y la primera en comprender sus circunstancias personales. A pesar de que desde pequeña lleva enamorada de Claude, este no corresponde sus sentimientos. A lo largo de la historia sufre una horrible cicatriz por fuego y se muda a París a abrir una tienda de ropa. Al final de la historia habla brevemente con Claude para afirmar que siempre le vio como un hombre.
Louis Laques
El tutor de Rosemarie, el hermano de Cecilia y antiguo amante de Auguste. Desaparece después de provocar el incendio que acabó con las vidas de Cecilia y Auguste.
Maura
El primer interés romántico de Claude, una hermosa joven a la que adoptan como criada. Abandona la casa cuando su padre muere.
Cecilia Laques
El segundo interés romántico de Claude y hermana de Louis. En secreto mantiene una relación con Auguste mientras trabaja como librera en el instituto de Claude. Rechaza al protagonista debido a que no acepta la identidad de género de Claude y lo ve como una mujer. Muere en el incendio causado por su hermano junto a su amante.
Sirene
Tercer y último interés de Claude. A pesar de que mantienen una duradera relación y que acepta a Claude por quién de verdad es, finalmente le abandona por su hermano, Andrew, evento que lleva a Claude al suicidio.